# Fondation Henry Moore
La Fondation Henry Moore est une association caritative créée en 1977 se donnant pour but « d'enrichir la culture du public en développant son goût pour les beaux-arts et plus particulièrement pour l'œuvre de Henry Moore ».

## Historique